# Close Quarters Battle Receiver
O Close Quarter Battle Receiver (CQBR) é um receptor superior substituto para a carabina M4A1, desenvolvido pela Marinha dos EUA. O CQBR possui um cano de 10,3 pol. (262 mm) de comprimento, semelhante à antiga variante Colt Commando, de cano curto, do M16. Esse cano mais curto torna a arma significativamente compacta, o que facilita seu uso dentro e ao redor de veículos e em espaços confinados. Unidades especiais, como comandos a bordo de navios e guarda-costas de oficiais superiores, acharam essas armas encurtadas muito úteis e usam o CQBR.
Seu National Stock Number (NSN; em português: Número de Estoque Nacional) preliminar era 1005-LL-L99-5996; no entanto, uma carabina completa equipada com o CQBR agora possui o NSN 1005-01-527-2288. O comprimento total do receptor superior é de 19,25 polegadas (489 mm). Com a coronha retraída, o comprimento total da arma é de 26,75 polegadas (679,4 mm).

## Desenvolvimento

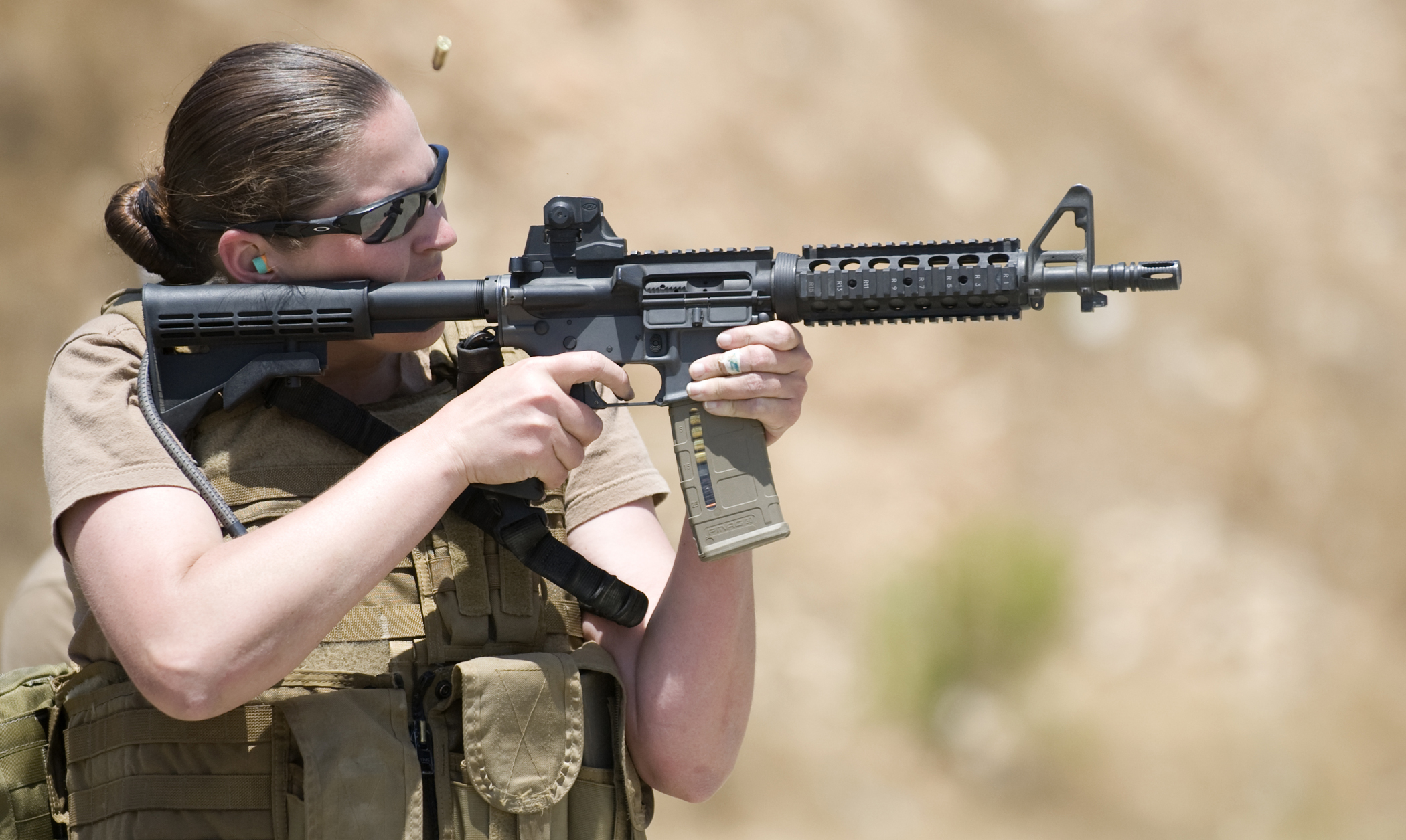
Uma carabina CQBR usada durante um curso de qualificação da Marinha dos EUA.

A carabina M4 e o M16 não são ideais para todas as missões, por isso foi proposto que a modularidade da série M16 permitiria ao usuário substituir o receptor superior de uma arma existente por um mais adequado à tarefa. Um dos dois receptores de missão especial propostos que foram planejados para inclusão no kit SOPMOD Block II, o CQBR decolou por conta própria. Como o proposto Special Purpose Receiver, o Close Quarter Battle Receiver foi mais ou menos assumido pelo Narval Surface Warfare Center, Crane Division (geralmente chamado de NSWC-Crane ou apenas "Crane") como seu próprio projeto após a remoção do CQBR do programa SOPMOD. Assim como o Special Purpose Receiver se transformou no fuzil Special Purpose Rifle e foi classificado como Mk 12 Mod 0/1, a carabina completa equipada com o CQBR foi classificada como Mk 18 Mod 0, ou Mk 18 Mod 1 quando equipada com um bloco de gás sem mira e um kit de trilho de acessório de comprimento completo.
O objetivo do CQBR continua sendo fornecer aos operadores uma arma do tamanho de uma submetralhadora, mas que dispara um cartucho de fuzil, para cenários como proteção de VIP, guerra urbana e outras situações de combate a curta distância (CQB). O CQBR foi projetado para melhorar armas anteriores do tipo AR-15 / M16 nesta categoria. O CQBR geralmente é emitido como um sistema de arma completo, e não apenas como um receptor superior. O CQBR já esteve disponível apenas para unidades de Guerra Naval Especial (e, por extensão, ouras unidades de forças de operações especiais dos EUA), mas a Mk 18 Mod 0 tornou-se uma arma de serviço padrão para missões de Visita, Abordagem, Busca e Apreensão (VBSS) e, à data de 2006, para agentes do NCIS que fossem implantados em zonas de combate ativo. A Mk 18 também é usada pelas Equipes Táticas de Aplicação da Lei e pela Equipe de Resposta de Segurança Marítima, ambas da Guarda Costeira dos EUA, e pelos operadores do Explosive Ordnance Disposal (EOD), da Marinha dos EUA. Também é usada pelos operadores CQB do FORECON, do Corpo de Fuzileiros Navais dos EUA, e, na maioria dos casos, é a arma padrão de escolha dos operadores onde o alcance e a precisão de uma M4 não são necessários.
O curto comprimento do cano de 10,3 pol. (262 mm) requer modificações especiais para funcionar de maneira confiável. A janela de gás é aberta de 0,062 pol. a 0,070 pol. (1,6 a 1,8 mm). Um anel de gás McFarland de uma peça substitui o conjunto de anel de gás de três peças. A mola do extrator padrão de quatro voltas é substituída por uma mola de cinco voltas "de prateleira" (COTS). Um O-ring circunda a mola do extrator. O quebra-chamas padrão da M4 foi substituído pelo quebra-chamas M4QD para compatibilidade com o silenciador.